# Anemia gardneri
Anemia gardneri là một loài dương xỉ trong họ Anemiaceae. Loài này được Hook. mô tả khoa học đầu tiên năm 1837.